# Театр Японії
Згідно з офіційною статистикою, в Японії на сьогодні налічується близько трьох тисяч театрів. Пік створення театрів прийшовся на 1980-ті — на часи японського економічного дива.
Японський театр має поділ на два основні магістральні напрями – традиційний та сучасний. Існує багато приватних та державних театрів, присвячених традиційним японським жанрам – Кабукі, Но (разом із комічним театром Кьоген) та театр ляльок Бунраку із повнорозмірними маріонетками.

## Традиційні форми театру

### Но та Кьоген

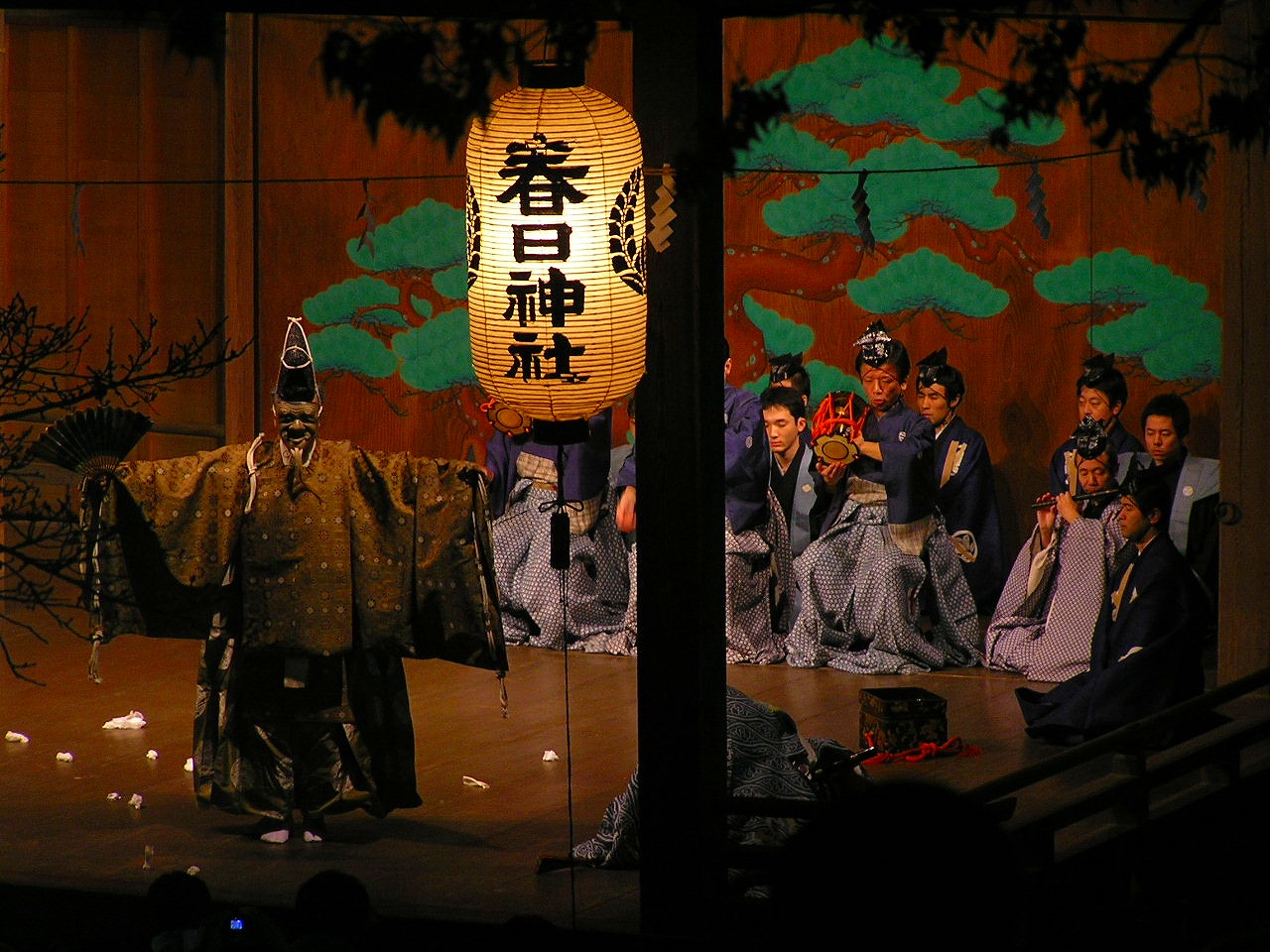
Но – один із чотирьох основних видів японського театру

Давні існуючі сценарії театру Кьоген датуються XV століттям. Його використовували як антракт між діями театру Но. Кьоген з'єднував тему вистави Но із сучасним світом за допомогою фарсу та буфонади. Но грав для людей високого класу, але іноді й для будь-якої аудиторії. Актори Кьоген, на відміну від Но, не носять масок, якщо для їх ролі не треба перевтілюватись.
Актори виступали в масках під акомпанемент ансамблю музичних інструментів і хору. Невеличкий ансамбль складався з бамбукової флейти (фуе) та трьох барабанів: маленького, середнього й великого. Акторам допомагає чоловічий хор.
До 1430 року і чоловікам, і жінкам дозволялося грати в театрі Кьоген.
Обидві форми театру є популярними, при цьому масовий глядач здебільшого віддає перевагу виставам Кьоген.

### Кабукі

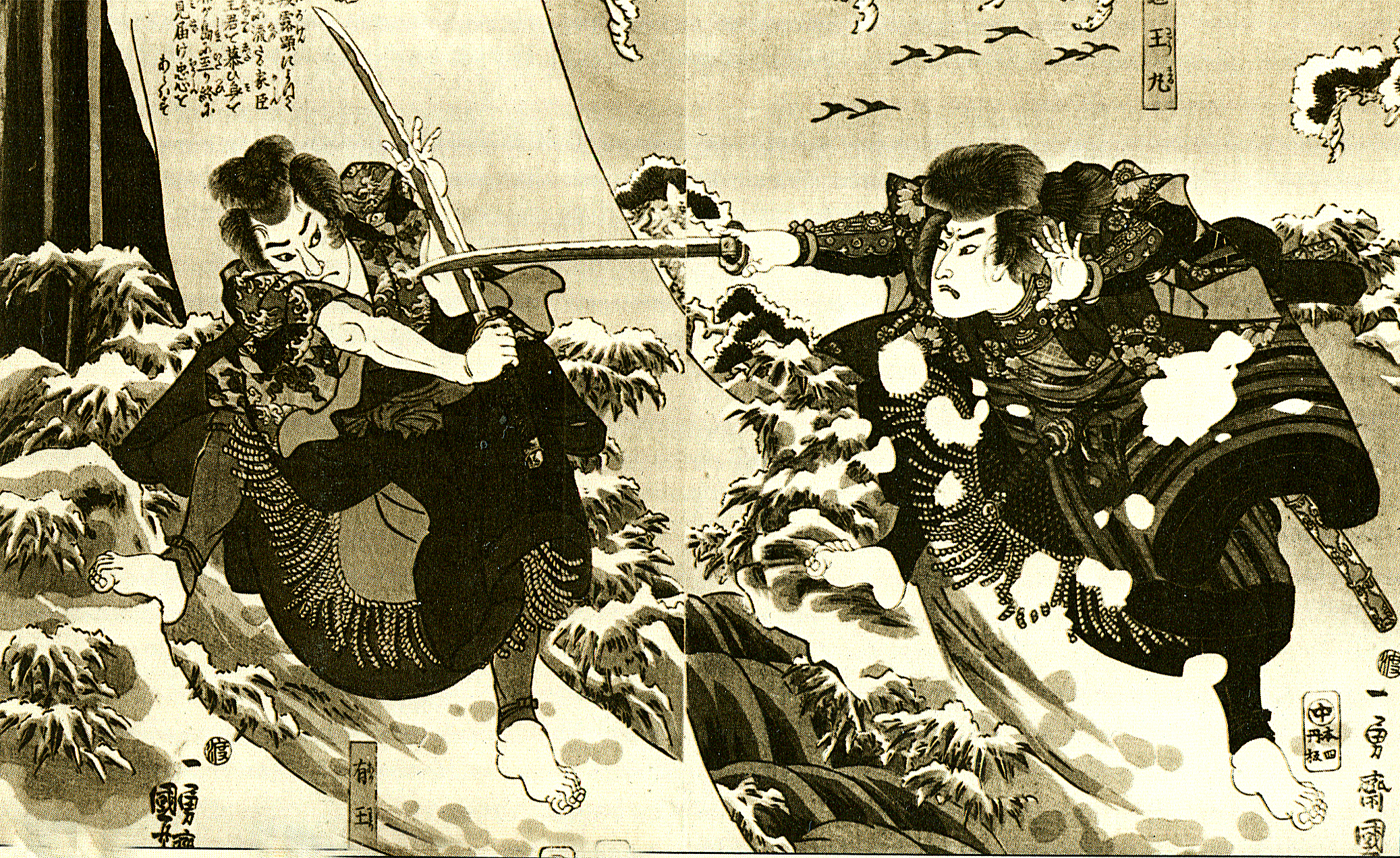
Артисти театру кабукі зображають бій самураів

Найвідомішою формою японського театру є Кабукі, який поєднує у собі музику, драму й танець. Він славиться своїми лякливими костюмами та боями з мечами (до 1680-х років використовували справжні мечі). Кабукі почав виходити з тіні Но. Драматурги хотіли приголомшити аудиторію жвавішими та своєчасними виставами. Зазначається, що перша вистава новила назву «Окуніс», й була поставлена у «1603» році. Однак, як і Но, Кабукі також став стилізованим, регламентованим видом мистецтва, й до сих пір ставить п’єси таким же чином. Виступ акторів супроводжують хор та ансамбль музикантів, а домінуюча роль у музичному супроводі виконує сямісен.
Відома театральна трупа Джекидан Синкансен, яка на сьогодні існує у Токіо, дотримується принципів наслідування традицій Кабукі, виконуючи історичні ролі по-сучасному – галасливо та дивовижно. Незалежно від того чи представляють вони собою традиційний Кабукі чи ні, проте залишаються предметом дискусій та особистої думки.
Державний сектор включає Національні театри для кожної з традиційних форм в Токіо та Окінаві, але у сфері Кабукі існує також комерційна організація Шочікю, яка підписує контракти з основними артистами Кабукі для їх кіно- та театральної продукції. Прийти у Кабукі з нетрадиційного театру неможливо – навчання акторської майстерності передається із покоління в покоління в рамках акторських династій. Проте, виконавці Кабукі цілком можуть грати в інших жанрах, для залучення більшої аудиторії (наприклад, зірка Кабукі Кошіро Мацумото, виступив режисером та виконав головну ролі у відновленому мюзиклі «Амадей»).
Сам Мацумото ще 1969 року зіграв головну роль у мюзиклі «Людина з Ламанчі», який понад тисячу разів було зіграно у постановках чотирьох великих японських продюсерських компаній «Тохо» (власником «Тохо» є залізнична компанія «Ханко», у власності якої між іншим й власні театри у Токіо та Такарадзуке на 2500 місць. «Такарадзука» ставить й бродвейські мюзикли, й постановки Шекспіра, й власні роботи такі, як «Роза Версаля»).

### Бунраку

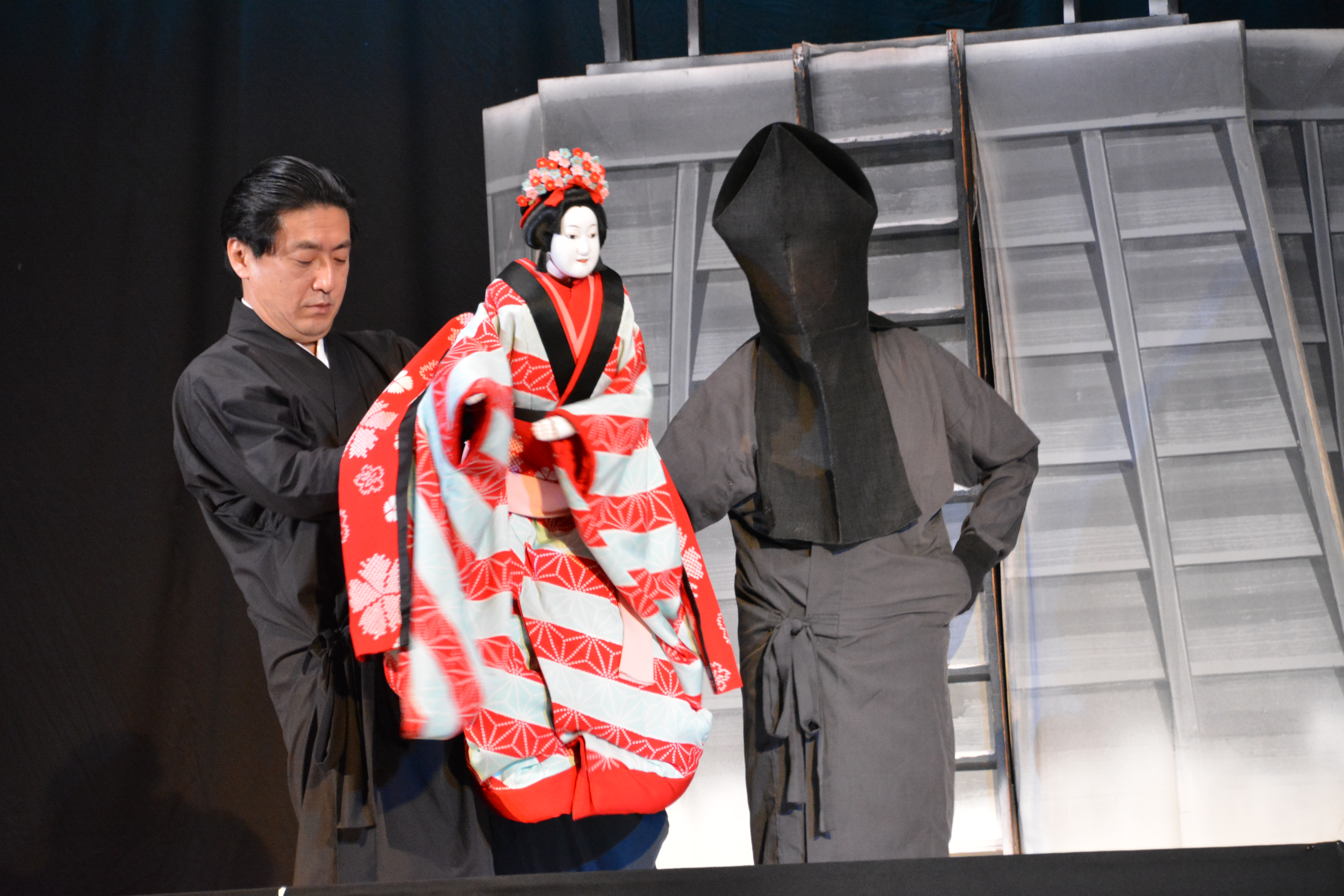
Ляльковод театру Бунраку

Маріонетки та Бунраку використовувалися в японському театрі ще у виставах Но. Середньовічні записи свідчать, що маріонеток насправді використовували у виставах театру Но. Ляльки були від 3-х до 4-х футів заввишки (0,91 до 1,52 м), якими керували ляльководи. Вони були повністю одягнені у чорне, в той час як на голові красувалося яскраве вбрання.
Театр маріонеток Бунраку перебуває у постійному співіснуванні із театром Кабукі – обидва театри часто беруть однакові п'єси до свого репертуару. Різниця полягає у тому, що у Бунраку дійовими особами є ляльки, а текст промовляє читець (гідаю) під акомпанемент сямісена. Ляльки театру – це «дорослі» герої – їх «почуття» повинні сприйматися публікою без жодного глузування. Музика та спів є популярною традицією для Бунраку та виконавець сямсен зазвичай є головним серед усіх.

## Сучасний театр
Сучасна японська драма на початку XX століття 1900-х років складалася із Сінгекі (експериментального театру західного стилю), який займався реалістичними діями та сучасними темами на відміну від стилізованих звичаїв Кабукі та Но. Такі постаті як Хогецу Сімамура та Каору Осанаі вплинули на розвиток Сінгекі.
У післявоєнний період відбувся суттєвий злет нових креативних драматичних творів, які запровадили нові естетичні концепції, та замінили сучасний православний театр. Складна реалістична, психологічна драма зосереджувалася на «трагічному історичному розвитку» Сінгекі західного походження. Молоді драматурги відійшли від прийнятих постулатів традиційної сцени – почали ставити власні постановки у наметах, на вулицях, відкритих майданчиках тощо. Грали по всьому Токіо.
Сюжети ставали все складнішими, в послідовності з грою-в-грі, швидко переміщуючись назад та вперед у часі, поєднуючи реальність із фантазією. Був розроблений склад драми, з акцентом на виконавця, який частіше за усіх одягав маски, щоб перевтілюватись в різні образи.
Драматурги повернулися до звичного сценічного обладнання, що вдосконалювалось в театрах Но та Кабукі, щоб втілювати свої ідеї, наприклад, мати такого оповідача, який міг би звертатися до іноземних гостей англійською мовою. Відомими драматургами 1980-х років були Кара Дзюро, Сімідзу Куніо та Мінору Бетсуяку. Кожен з них відносився до конкретної трупи. Навпаки, невтримно незалежна Мураі Шімако отримала нагороди в усьому світі за свої численні вистави, присвячені бомбардуванню Хіросіми, які часто виконувалися однією чи двома акторками. У 1980-х майстерність драматурга почала проявлятися у складнішому форматі, аніж як у ранніх повоєнних спробах, яким бракувало сміливої критики.
Тадасі Судзукі розробив унікальну методику навчання виконавців, яка об’єднувала в єдине ціле авангардні концепції з класичними театру Но та Кабукі, підхід, який став головним творчим підґрунтям для японського міжнародного театру у 1980-х роках. Ще одне досить оригінальне східно-західне поєднання відбулось у натхненній постановці Настасья, взятої з «Ідіота» Достоєвського, в якій знаменитий Кабукі Оннагата (травесті), зіграв роль принца та його наречену.
Між комерційним та субсидованими театральним ринком існують безліч громадських театрів, на чолі яких стоять визначні режисери. Номура Мансано очолює Театр Сетагая (англ. Setagaya Public Theatre), Юкіо Нінагава ставить по десять прем'єр на рік у своєму театрі Саітама (англ. Saitama art theater), Хідекі Нода очолює Токійський Метрополітан Артцентр. Хоча, у більшості випадків театрами керують менеджери, а не митці.
Новий національний театр, який керує двома театральними просторами великого токійського розважального комплексу, де також знаходиться Опера та Концерт-хол, було засновано Японською художнбою радою, яка також має відношення до створення Національного театру в Окінаві (англ. National Theater Okinawa) та управляє видачею грантів Японського художнього фонду (близько півмільярда фунтів). Новий національний театр представляє як японські, так й західні роботи, наприклад, «Теплицю» Гарольд Пінтера.
Крім великих театрів в Японії розгалужена мережа з маленьких міських й приватних театрів у стилі Фріндж, які до вподоби молодої аудиторії. У самому Токіо таких театральних труп близько трьохсот. Після «Шінгекі», або «Модерну» (вплив західного театру), який існує в Японії з початку XX століття, наступним важливим театральним явищами є у 1960-х «Шогекіджо» – «Маленький» театр, який вийшов зі студентського руху.
Окремий підвищений інтерес в Японії до авангардного театру.

### Со-Гекійо
1980-ті також сприяли створенню Со-Гекійо – буквально «маленький театр». Зазвичай – це аматорські театральні трупи, що ставлять п’єси, аби бути поміченими всіма та кожним, не обов’язково як характерно значущі, а як щось розважальне. Драматургічними та режисерськими представниками того часу були Нода Хідєкі та Сьодзі Комамі.
Популярні театральні трупи Со-Гекійо складаються з Neylon 100, Гекідана Сінкансена, Tokio Sunshine Boys, Халахоло Сангріла.
Останнім часом, з’являються нові покоління артистів Со-Гекійо, названі «поколінням втраченого десятиліття», або «покоління 2000-х». Головними виконавцями є Тосікі Окада, Сіро Маеда, Куро Таніно, Даісукє Міура, Томохіро Маекава та інші. 

### Західні п'єси в Японії
Театр Японії у своєму репертуарі використовує й європейську драматургію – тексти давньогрецького театру, Вільяма Шекспіра, Федіра Достоєвського, Семюеля Бекета. Щороку в Токіо виходять чисельні постановки п'єс (кілька тисіч), тим самим виводячи Токіо до числа провідних світових театральних центрів.
На святкування відкриття копії театру «Глобус» запросили усіх акторів Британської трупи, щоб ті зіграли усі шекспірівські історичні п'єси, в той час як інші театри Токіо зіграли п’єси Шекспіра, включно із різними новими перекладами «Гамлета» та «Короля Ліра». Токійський театр «Глобус» знаходиться в районі Шінджюку, та належить японській ідол-агенції «Johnny & Associates».
Юкіо Нінагава є відомим японським режисером та драматургом, який часто звертається до шекспірівських елементів за натхненням. 1995 року він поставив п’єсу «Shakespeare Tenpo 12Nen», переклад відомого Британського театру Shakespeare Condensed: усі п’єси Шекспіра за дві години. До постановки було залучено  відомих акторів Марі Нацукі та Карава Тосіакі.

### Опера
Оперне мистецтво, яке виникло наприкінці XVI сторіччя в Італії, під час свого найвисшого разквіту у XIX сторіччі, завдяки потужному європейському культурному впливу прийшла й в Азію, де здавна існували свої музичні традиції, досить своєрідні й відмінні від західних. Чуже по суті азійській культурі, мистецтво бельканто знайшло свою вдячну публіку, й дуже популярне сьогодні. Після другої світової війни, й особливо з кінця 1950-х років, коли внаслідок економічного дива японці стали найбагатшою нацією світу, в країну стали гастролювати імениті західні митці, включно із Марією Каллас, міланський «Ла Скала», лондонський «Ковент-Гарден», московський Большой театр, та навіть Нью-Йоркський «Метрополітен-опера».
В Японії виникла і своя композиторська школа, яка поєднує традиційний національний мелос із досягненнями європейських гармонії та симфонізму (напр. опера Ікумі Дана «Ю-дзурі» («Журавлине пір'я»), на основі популярної японської середньовічної легенди про нещасливе кохання 
токійської трупи «Нікікай» (англ. Tokyo Nikikai Opera Theatre).
Перша та найстаріша оперна компанія Японії – Токійська опера Фудзівара (англ. Fujiwara Opera) була заснована 1934 року оперним тенором Йоші Фуджівара. З 1980 року компанією керує Японський оперний фонд – організація, яка також керує Ніхонською оперою Кіокай (англ. Nihon Opera Kyokai). 
Солісткою Токійської опери Фудзівара з 2010 року працює українська оперна співачка (лірико-колоратурне сопрано) Оксана Степанюк.

### Мюзикл
Найактивнішою з четвірки великих продюсерських компаній Японії є «Шікі», у репертуарі якої щороку понад три тисячі постановок. На відміну від більшості японських комерційних постановок, які рідко тривають більше трьох тижнів поспіль, «Шікі» має можливість показувати тривалий час проєкти західного зразка. Під час створення мюзиклу «Коти» було побудувано окрему будівлю у Йокогамі. Серед інших шоу «Шікі», які йдуть у Токіо та за його межами – найвідоміші американські мюзикли «Король Лев», «Привид опери», «Мамма Міа!».